# フラジオレット (楽器)

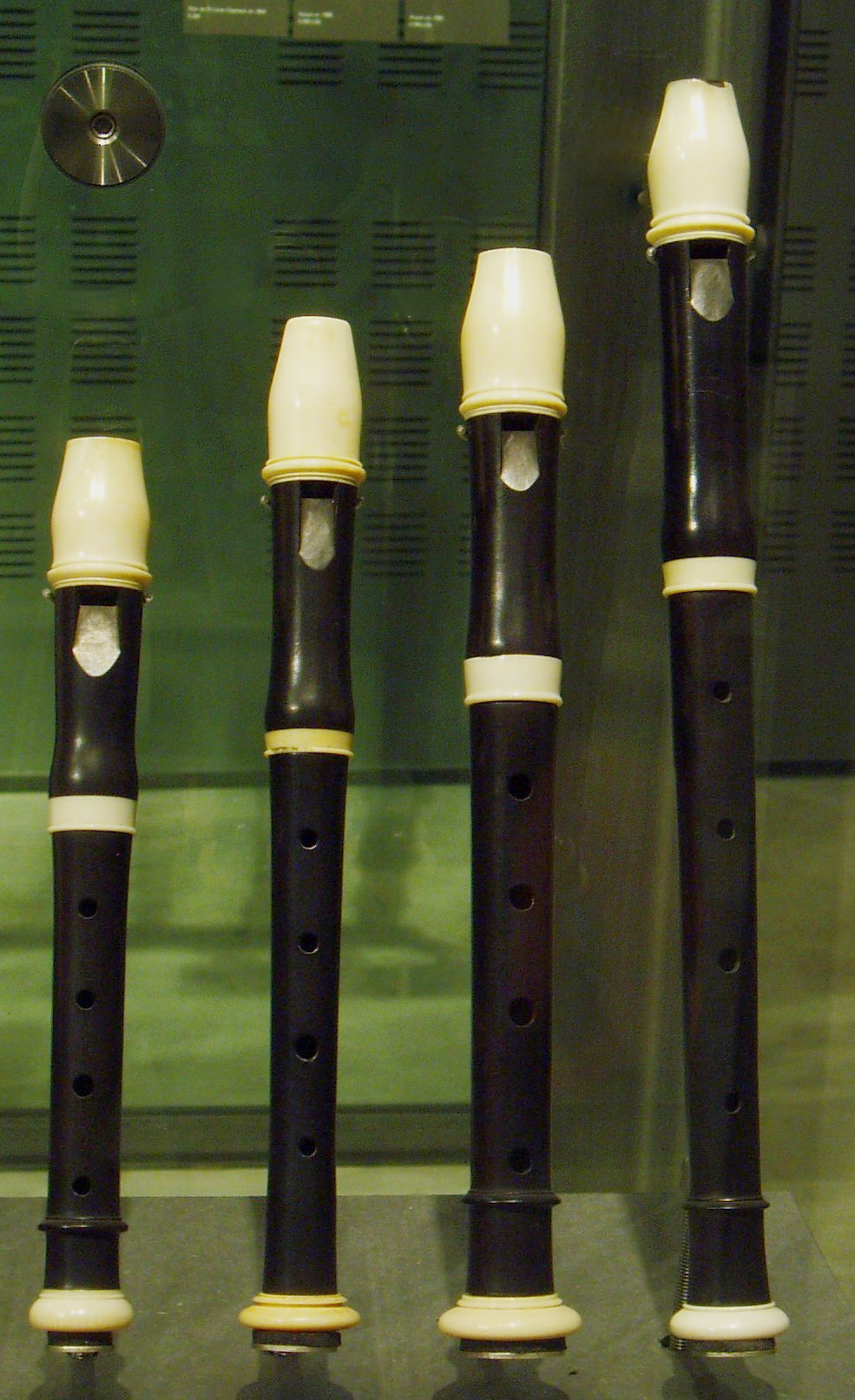
フラジオレット - 音楽博物館（パリ）

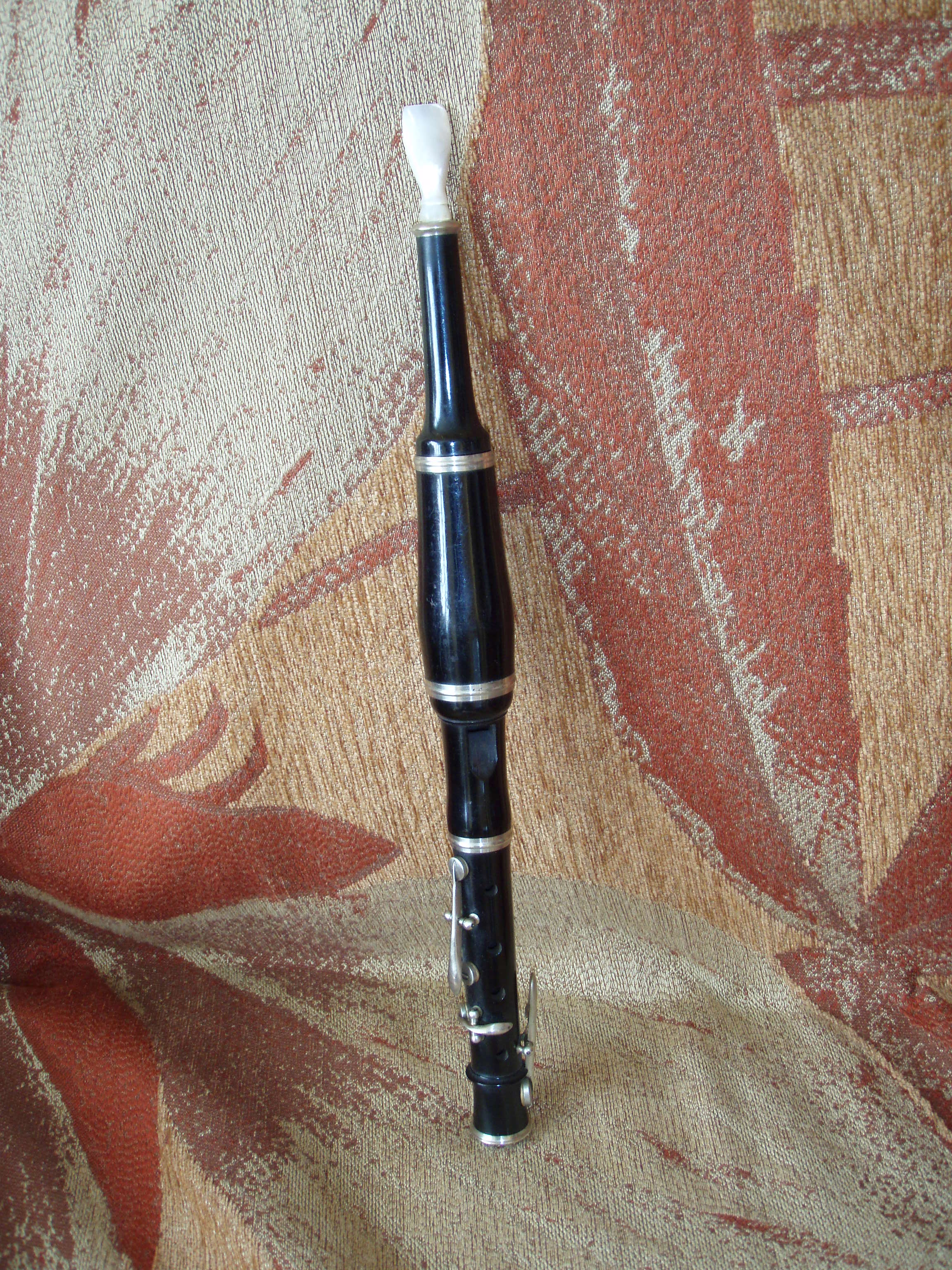
Flageolettflöjt 1800-talet - Collection privée Dominique Enon

フラジオレットもしくはフラジョレット（Flageolet）はフィップル・フルート属の木管楽器である。16世紀に開発され、ティン・ホイッスルに受け継がれた20世紀に至るまで製造された。
フラジオレットの演奏は非常に容易であり、音色も柔らかで上品である。フラジオレットはおよそ2オクターブの音域を出すことができる。

## 歴史
フラジオレットは過去400年間で大きく変化している。最初のフラジオレットは「フレンチ・フラジオレット」と呼ばれ、前面に4つ、背面に2つの音孔をもっていた。この楽器はフレデリック・シャロン (Frédéric Chalon) やサミュエル・ピープスに演奏され、ヘンリー・パーセルやゲオルク・フリードリヒ・ヘンデルが作品を書いている。「バード・フラジオレット」と呼ばれる小型の楽器も製作され、鳥に歌を教えるのに使用された。フレンチ・フラジオレットの演奏するためのキーは0 - 7個である。例外として、ビュッフェ・クランポン製のベーム式フレンチ・フラジオレットには13個のキーがある。
18世紀末から19世紀初頭に、あるイングランドの楽器製造会社が、前面に6個の音孔があるフラジオレットを製造し始めた。これは「イングリッシュ・フラジオレット」と呼ばれ、ティン・ホイッスルと同様に金属製であった。操作キーは0 - 6個である。フルートやファイフ（fife）として演奏できるように、歌口が交換可能なものも製造された。
1810年頃に、イギリスのウィリアム・ベインブリッジ (William Bainbridge) は、和音が演奏できるように二つのイングリッシュ・フラジオレットから構成される、ダブル・フラジオレットの特許を取得した。また、彼はトリプル・フラジオレットや、オカリナと同様の運指法をもつドローン（drone）パイプも製作した。
フラジオレットは最終的にはティン・ホイッスルに完全に取って代わられ、今日演奏されることは滅多にない。